# Utsjoki (vattendrag, lat 67,22, long 28,12)
Utsjoki är ett vattendrag i Finland.   Det ligger i landskapet Lappland, i den norra delen av landet, 800 km norr om huvudstaden Helsingfors.